# Babyshower

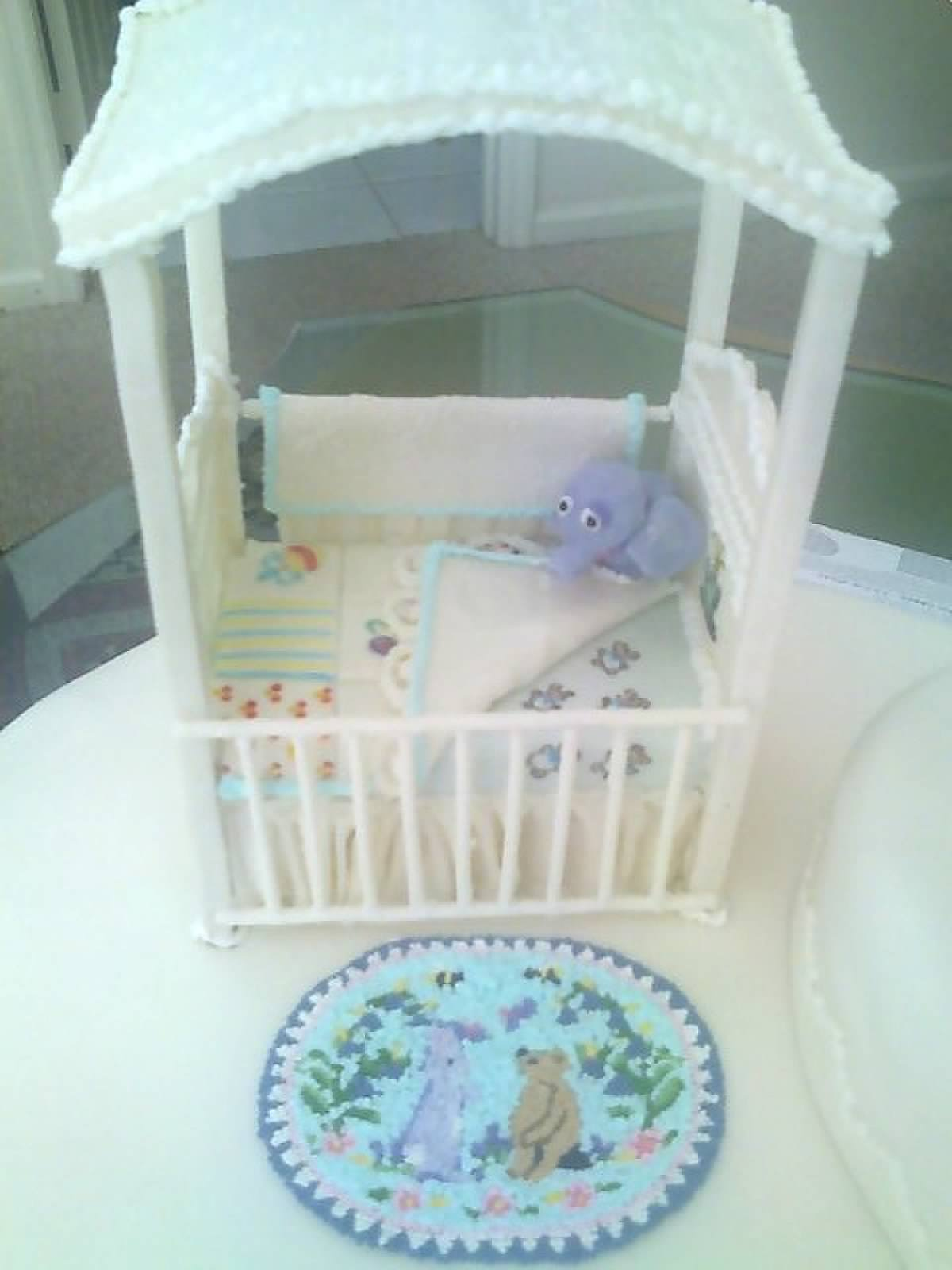
Babyshower-tårta.

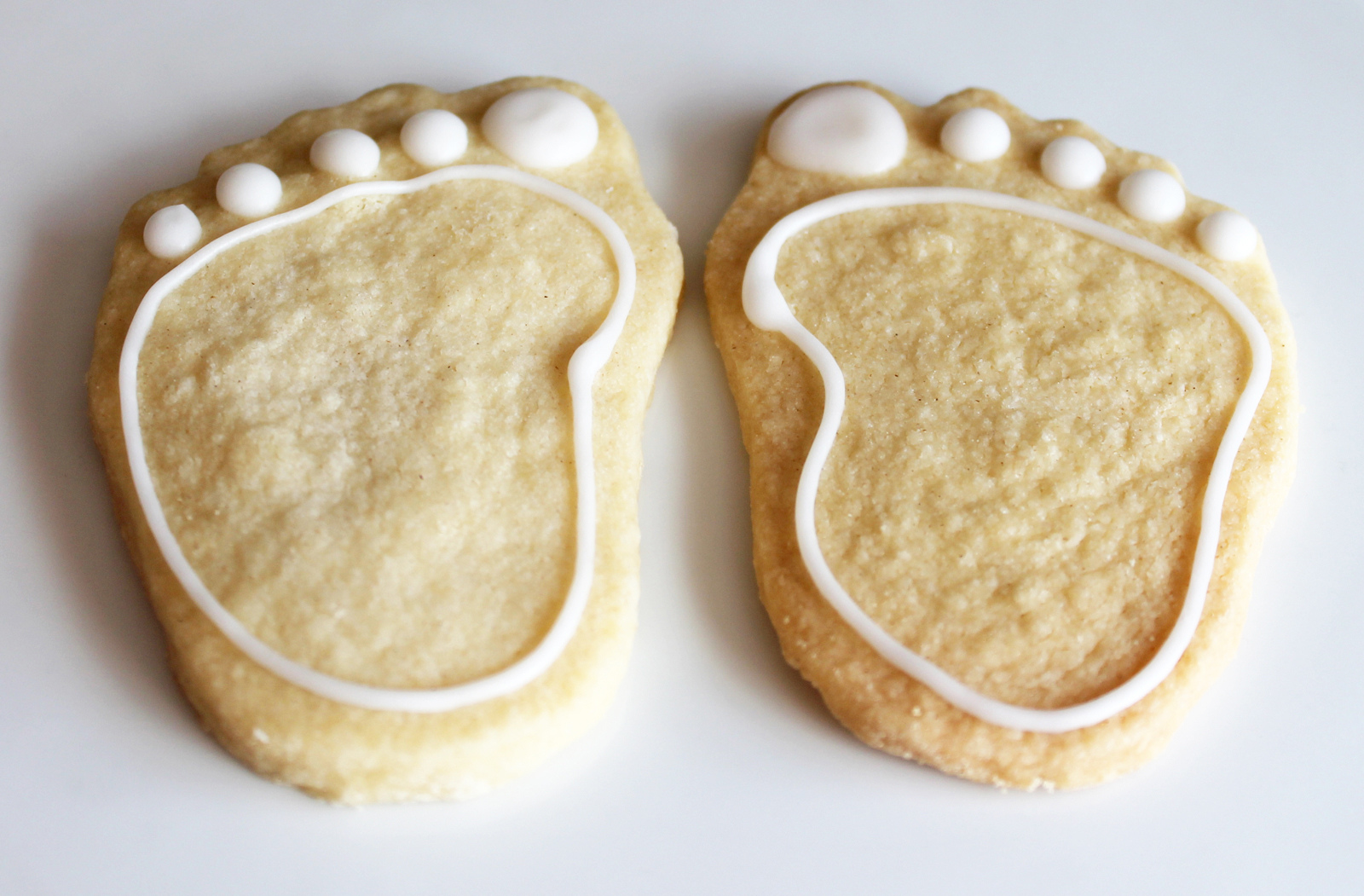
Babyshower-kakor.

Babyshower är en fest med gåvor eller en ceremoni innan barnet fötts, som har olika namn i olika kulturer. Man firar barnets kommande födelse. Festen är ursprungligen amerikansk och har spridits till Europa och Norden på 2000-talet. Det är en kvinnofest som samlar väninnor, arbetskamrater eller kvinnor från båda sidorna av det kommande barnets släkt.
Festen ordnas som en överraskningsfest; till programmet hör spådomslekar, gissningslekar etc. med babytema. Den blivande modern och barnet får gåvor och öppnandet av paketen hör till festens höjdpunkt. Ett babyshower-avsnitt i tv-serien Sex and the City har inspirerat många festarrangörer, liksom andra amerikanska filmer och serier.
Babyshower är den nya tidens barnsängskalas som förekom i det gamla bondesamhället. Barnsängsbesöken ägde visserligen rum strax efter att barnet fötts. Också barnsängskalas var sociala tillställningar med traktering där gåvor och gengåvor utväxlades.